# Eugenio Sauli
Eugenio Sauli (Pavia, 2 maggio 1870 – Pavia, 25 agosto 1947) è stato un ciclista su strada italiano, professionista fra il 1894 e il 1895. È considerato un pioniere del ciclismo moderno.

## Carriera
Messosi in luce nelle categorie dilettantistiche, anni in cui divenne campione italiano su pista (Sprint), viene ricordato per la storica impresa compiuta nel 1894, con la vittoria della prima Gran Fondo-La Seicento, massacrante corsa durata oltre 26 ore.
Dopo tale vittoria, venne considerato dalle testate giornalistiche il più forte e promettente corridori in circolazione in quegli anni; tuttavia, escluso un terzo posto alla Monza-Sondrio nel 1895, Sauli non riuscì più a ripetersi e si ritirò dall'attività agonistica. 

## Palmarès

### Strada
- 1894 (individuale, una vittoria)

Gran Fondo-La Seicento

### Pista
- 1892 (dilettanti)

Campionati italiani dilettanti, Sprint